# Паоло Баккіні
Па́оло Баккі́ні (італ. Paolo Bacchini; *16 серпня 1985, Мілан, Італія) — італійський фігурист, що виступає у чоловічому одиночному фігурному катанні. 
Він — шестиразовий срібний (2003—06, 2009, 2010) і триразовий бронзовий (2002, 2007, 2008) призер національної першості Італії з фігурного катання, учасник Чемпіонатів Європи з фігурного катання (найкращий результат — 16-те місце у 2010 році), представляв (разом з Контесті) Італію в олімпійському турнірі одиночників на XXI Зимовій Олімпіаді (Ванкувер, Канада, 2010) і посів пристойне, як на дебютанта 20-е місце.

## Спортивні досягнення
| Сезони/Змагання                         | 2001/2002 | 2002/2003 | 2003/2004 | 2004/2005 | 2005/2006 | 2006/2007 | 2007/2008 | 2008/2009 | 2009/2010 |
| --------------------------------------- | --------- | --------- | --------- | --------- | --------- | --------- | --------- | --------- | --------- |
| Зимові Олімпійські ігри                 |           |           |           |           |           |           |           |           | 20        |
| Чемпіонати Європи з фігурного катання   |           |           |           | 25        |           |           | 19        |           | 16        |
| Чемпіонати Італії з фігурного катання   | 3         | 2         | 2         | 2         | 2         | 3         | 3         | 2         | 2         |
| Турніри: «Coupe Internationale de Nice» |           |           |           |           |           | 7         |           | 12        |           |
| Турніри: «Finlandia Trophy»             |           |           |           |           |           |           |           |           | 9         |
| Турніри: «Золотий ковзан Загреба»       |           |           |           | 5         |           |           | 4         |           |           |
| Турніри: «International Challenge Cup»  |           |           |           |           |           |           |           | 7         |           |
| Турніри: «Merano Cup»                   |           |           |           |           |           | 2         | 1         | 2         | 2         |
| Турніри: «NRW Trophy»                   |           |           |           |           |           |           |           |           | 7         |
| Меморіали Ондрея Непела                 |           |           |           |           |           |           |           | 2         |           |
| Турніри: «Triglav Trophy»               |           |           |           |           | 3         |           | 1         |           |           |
| Зимові Універсіади                      |           |           |           |           |           | 10        |           | 6         |           |